# Changchun

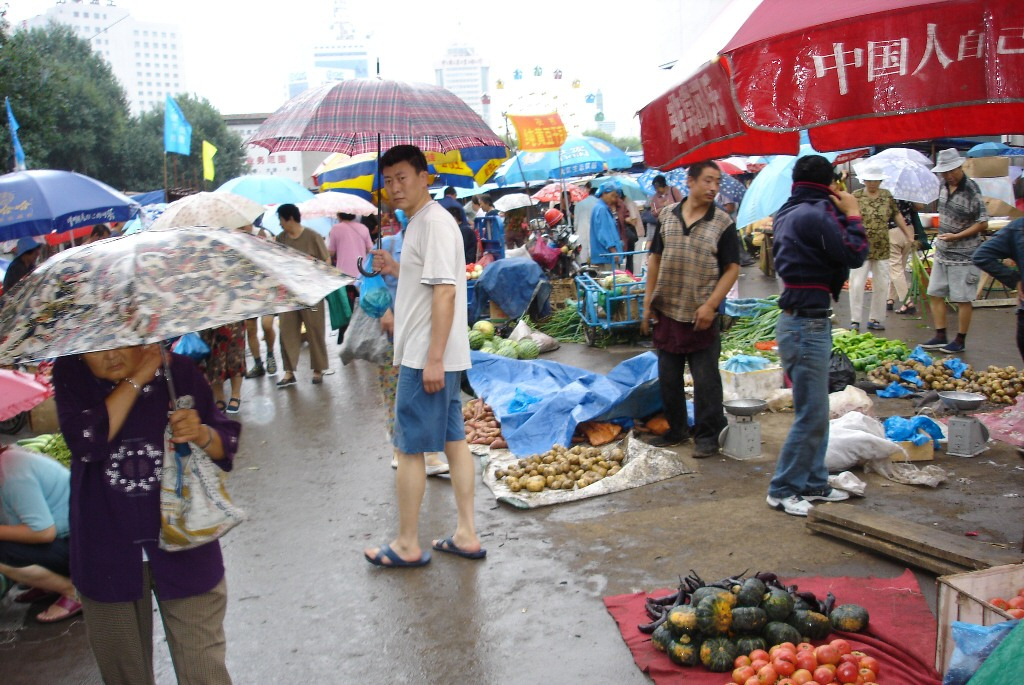
Targ w Changchun

Changchun (chiń. upr. 长春; chiń. trad. 長春; pinyin Chángchūn; dosł. „Długa Wiosna”) – miasto w północno-wschodnich Chinach, ośrodek administracyjny prowincji Jilin. W 2010 roku liczba mieszkańców strefy zurbanizowanej wynosiła 2 813 245, zaś cały zespół miejski w 1999 roku liczył 7 025 921 mieszkańców.
W latach 1932–1945 jako Xinjing (chiń. 新京; dosł. „Nowa Stolica”) było stolicą Mandżukuo.
Ośrodek przemysłu samochodowego, elektromaszynowego, chemicznego i hutniczego; w mieście znajduje się uniwersytet, politechnika oraz filia Chińskiej Akademii Nauk.
W mieście znajduje się stacja kolejowa Changchun. Komunikację miejską zapewnia m.in. system tramwajowy.
Changchun był w 2007 roku gospodarzem zimowych Igrzysk Azjatyckich. W 2006 i 2007 roku, miasto gościło zawody Pucharu świata w biegach narciarskich.

## Podział administracyjny
Zespół miejski podzielony jest na:
- 7 dzielnic: Chaoyang, Nanguan, Kuancheng, Erdao, Lüyuan, Jiutai, Shuangyang,
- 2 miasta: Dehui, Yushu,
- powiat: Nong’an.

## Miasta partnerskie
- Białoruś: Mińsk
- Grenlandia: Nuuk
- Japonia: Sendai
- Kanada: Québec, Windsor
- Korea Południowa: Ulsan
- Niemcy: Wolfsburg
- Nowa Zelandia: Masterton
- Rosja: Czelabińsk, Nowosybirsk, Petersburg, Ułan Ude
- Serbia: Nowy Sad
- Słowacja: Żylina
- Stany Zjednoczone: Flint, Little Rock, Stonington
- Wielka Brytania: Birmingham